# Montreal Light, Heat and Power
Montreal Light, Heat and Power (MLH&P) war ein kanadisches Elektrizitätsversorgungsunternehmen in der Provinz Québec. Nach seiner Gründung im Jahr 1901 erlangte es ein Monopol auf Gas und Elektrizität in der Region Montreal. 1944 wurde das Unternehmen verstaatlicht und ging in der Hydro-Québec auf.

## Geschichte

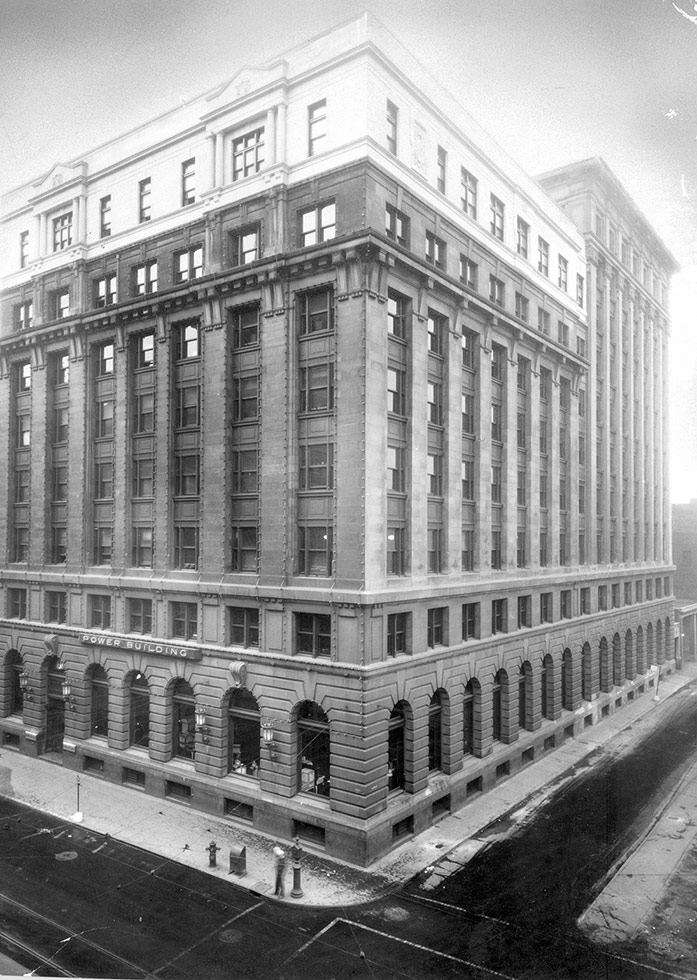
Hauptsitz der MLH&P (ca. 1930)

Ende des 19. Jahrhunderts teilten sich zahlreiche kleine Unternehmen den kanadischen Energiemarkt auf. Die rasch voranschreitende Industrialisierung erforderte eine Konsolidation, damit der Ausbau der Elektrizitätsversorgung überhaupt finanzierbar war. 1900 begannen Rodolphe Forget (Eigentümer der Royal Electric Company) und Herbert Samuel Holt (Eigentümer der Montreal Gas Company) mit Verhandlungen über eine Fusion. Eine von Holts Bedingungen war, dass er Präsident des neuen Unternehmens sein würde. Das für die damalige Zeit kühne Fusionsprojekt stieß in der Montrealer Geschäftswelt auf Skepsis.
Die Gründung der Montreal, Light, Heat & Power erfolgte am 28. März 1901, mit Holt als Präsidenten und Forget als Vizepräsidenten. Dem Verwaltungsrat gehörten bekannte Geschäftsleute und Politiker an, darunter Montagu Allan, Narcisse Pérodeau und Robert Mackay. Im neuen Unternehmen gingen auch zwei Tochtergesellschaften der Royal Electric Company auf: die Montreal and St. Lawrence Light and Power Company und die Imperial Electric Light Company.
In den folgenden Jahren erwarb die MLH&P weitere Unternehmen und erlangte dadurch in der Region Montreal eine Monopolstellung in der Energieversorgung. Es entstanden mehrere neue Laufwasserkraftwerke, darunter Les Cèdres, Rivière-des-Prairies und Beauharnois. In den 1930er Jahren erwarb die MLH&P die Versorgungsgesellschaften mehrerer Gemeinden, die in finanzielle Not geraten waren. Das Monopol erlaubte es dem Unternehmen, die Strom- und Gaspreise praktisch nach Belieben festzusetzen und große Gewinne zu erzielen.

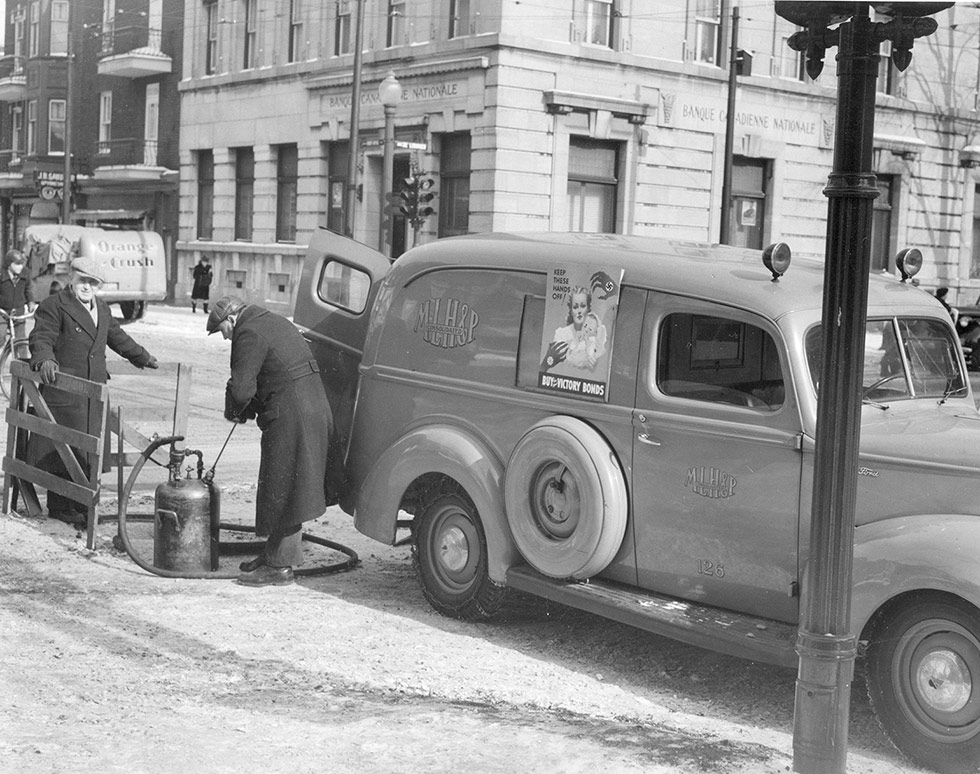
Arbeiter der MLH&P bei der Wartung einer Gasleitung (1941)

Gegen die überhöhten Preise und den schlechten Service der MLH&P regte sich in den 1930er Jahren heftiger politischer Widerstand, zumal die Provinz Québec besonders stark von der Weltwirtschaftskrise betroffen war und die Industrie auf billigere Energie angewiesen war. Die 1934 von Premierminister Louis-Alexandre Taschereau eingesetzte Lapointe-Kommission schlug die Regulierung des Energiemarktes vor. Verschiedene neue Aufsichtsbehörden hatten jedoch kaum Einfluss auf die Geschäftspraktiken der MLH&P. Schließlich verfügte die Regierung von Adélard Godbout 1944 die Verstaatlichung sämtlicher Elektrizitäts- und Gaswerke in der Region Montreal. Dies war die Geburtsstunde von Hydro-Québec. Die Entschädigung sämtlicher Aktionäre zog sich bis 1953 hin.